# Gian Giacomo Trivulzio

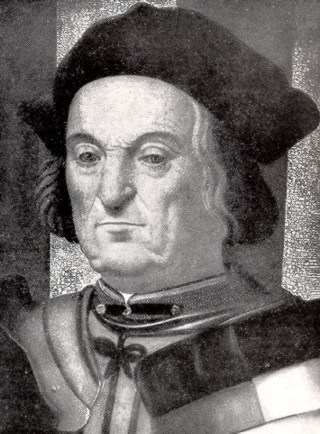
Gian Giacomo Trivulzio.

Gian Giacomo Trivulzio (Milán, 1440 o 1441 - Arpajon, Francia, 5 de diciembre de 1518) fue un aristócrata italiano del Ducado de Milán que desempeñó varios cargos militares durante las Guerras italianas. 
Trivulzio nació en Milán. Inicialmente al servicio de Ludovico Sforza, en 1483 pasó a ser aliado de Carlos VIII de Francia. Nombrado por Luis XII gobernador de Milán, intervino en la batalla de Agnadello, y lideró contingentes del ejército francés en la batalla de Novara (1513) y en la de Marignano (1515). Tuvo gran amistad con el poeta petrarquista Gonzalo de Paternoy y de Aragón, cuyas obras se conservan en la Biblioteca Trivulziana de Milán.

## Tumba
Su tumba fue proyectada por Leonardo da Vinci.
Murió en Arpajon, Francia, en 1518.